# Anneessens-Fontainas
Anneessens-Fontainas is een station van de Brusselse premetro, gelegen in het centrum van de stad Brussel.

## Geschiedenis
Het station werd geopend op 4 oktober 1976 als onderdeel van de Noord-Zuidas tussen Noordstation en Lemonnier. Bij de opening van het station werden slechts de verlaagde zijperrons gebruikt, terwijl de middenperrons onverlaagd en ontoegankelijk bleven.
In de loop van het jaar 2003-2004 werden de middenperrons van het Noord-Zuidas station verlaagd om de instaptijd van de reizigers te verkorten. In het begin van deze nieuwe inrichting gold de regel: instappen langs het middenperron en uitstappen langs de zijkanten. Echter werd de Spaanse methode in de loop der jaren minder en minder formeel toegepast.
Anneessens is gebouwd op drie verschillende niveaus. Daarvan is niveau -1 en -2 in gebruik terwijl niveau -3 ongebruikte ruwbouw blijft. Oorspronkelijk was dit niveau bedoeld voor metrolijn 4 richting Elsene en Flagey.
Een renovatie van het station was ingepland met afwerking in 2019. Dat jaar veranderde ook de naam van het station. Brussels minister voor Mobiliteit Pascal Smet bevestigde in oktober 2017 dat het station na renovatie de naam Toots Thielemans krijgt, de naam van het toekomstige metrostation dat nabij het station Anneessens gebouwd zal worden. Deze beslissing veranderde echter onder fel protest uit de buurt en de oppositiepartijen. Men wou namelijk Frans Anneessens blijven eren met het station. Ook heeft dit station zoals Rogier en De Brouckère een link met het bovengrondse Anneessensplein. In 2019 werd de naam uiteindelijk veranderd naar Anneessens-Fontainas.
Het nieuwe metrostation Toots Thielemans, dichter bij de Marollen, zal gecreëerd worden op de toekomstige metrolijn Bordet - Albert. In de toekomst zouden de beide station, Anneessens-Fontainas en Toots Thielemans, bediend moeten worden door de toekomstige metrolijn 3.

## Situering
Het premetrostation bevindt zich onder de Maurice Lemonnierlaan, ter hoogte van het Anneessensplein (genoemd naar Frans Anneessens) en bevindt zich op de Noord-Zuidas. Aan beide uiteinden van het station bevindt zich een stationshal, één met uitgangen naar het Fontainasplein, één bij het Anneessensplein.

## Kunst
In de noordelijke stationshal bevindt zich het werk Sept Ecritures van Pierre Alechinsky en Christian Dotremont. Op zeven panelen van Alechinsky werd steeds een vlak gereserveerd voor teksten van Dotremont. De afbeeldingen werden met Oost-Indische inkt aangebracht op papier en vervolgens gemaroufleerd op hout.

## Afbeeldingen

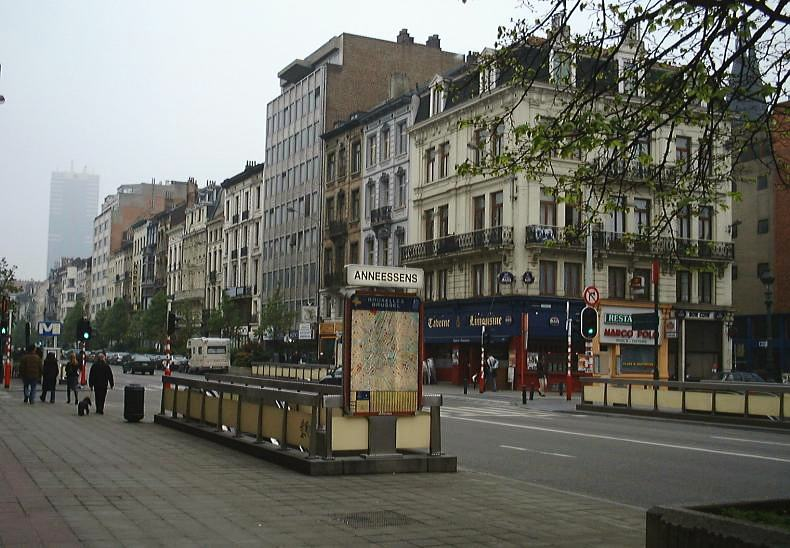
Zuidelijke toegangen tot het station aan het Anneessensplein.
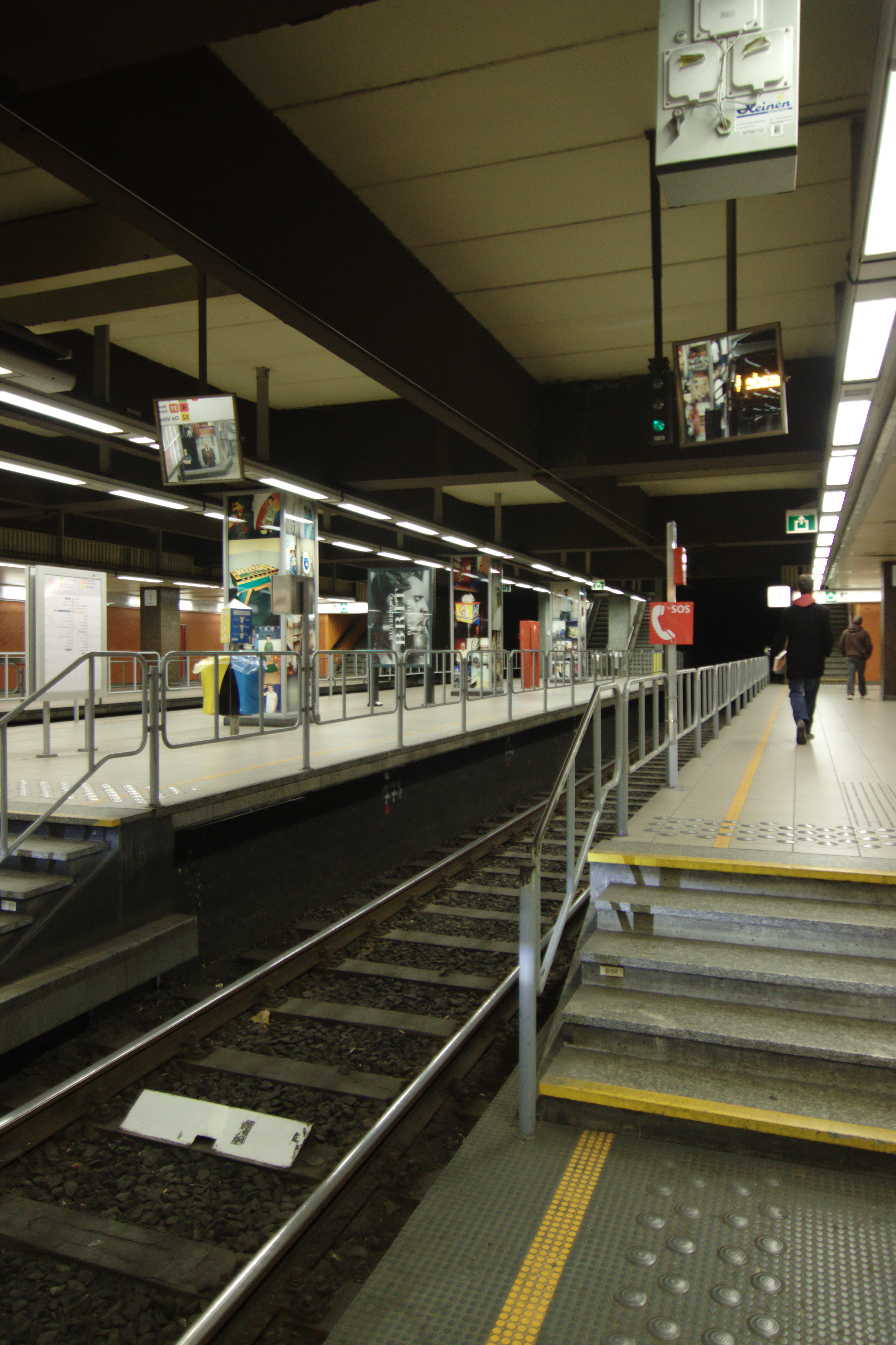
Onverlaagde delen van de perrons.